# Alebroides wesleyi
Alebroides wesleyi är en insektsart som beskrevs av Irena Dworakowska 1994. Alebroides wesleyi ingår i släktet Alebroides och familjen dvärgstritar. Inga underarter finns listade i Catalogue of Life.